# Bọ ngựa ma
Phyllocrania paradoxa, tên thông thường Bọ ngựa ma, là một loài bọ ngựa nhỏ từ Châu Phi. Đây là một trong ba loài trong chi Phyllocrania.

## Mô tả

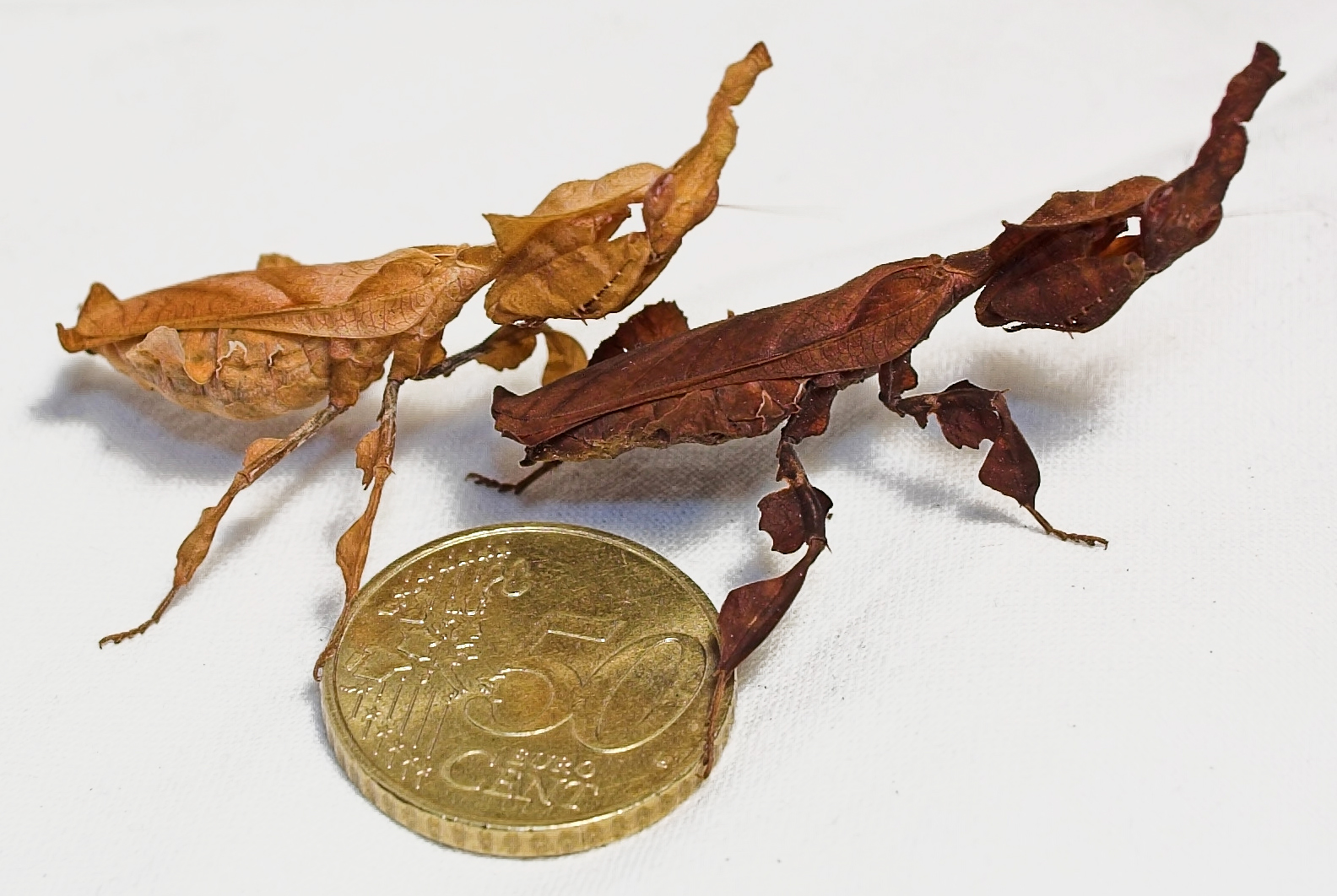
Hai con bọ ngựa ma cái trưởng thành với một đồng euro 50 xu (đường kính 24,25 mm)

So với nhiều loài bọ ngựa khác, bọ ngựa ma là một "loài thu nhỏ", phát triển đến chiều dài chỉ khoảng 45–50 mm (1,8-2,0 in).
Nó có màu nâu khác nhau từ màu nâu đậm (gần như đen) đến màu xám xanh. Màu sắc của một cá thể thay đổi giữa bào tử và cũng phụ thuộc vào mức độ ánh sáng và độ ẩm.
Phyllocrania paradoxa được ngụy trang để xuất hiện như một chiếc lá đen, đã chết. Nó có một cái đầu thon dài, một đốt ngực trước phẳng, mở rộng và những chỗ lồi lõm như lá từ chi của nó. Nó cũng có một cánh trước trông giống như một chiếc lá khô.

## Phạm vi
Phyllocrania paradoxa có một loạt trên khắp lục địa châu Phi và các đảo của nó và có thể được tìm thấy ở Angola, Nam Âu, Cameroon, tỉnh Cape, lưu vực sông Congo, Ethiopia, Ghana, Guinea, Bờ Biển Ngà, Kenya, Malawi, Madagascar, Mozambique, Namibia, Somalia, Nam Phi, Sudan, Tanzania, Togo, Transvaal, Uganda và Zimbabwe. 

## Hình ảnh khác

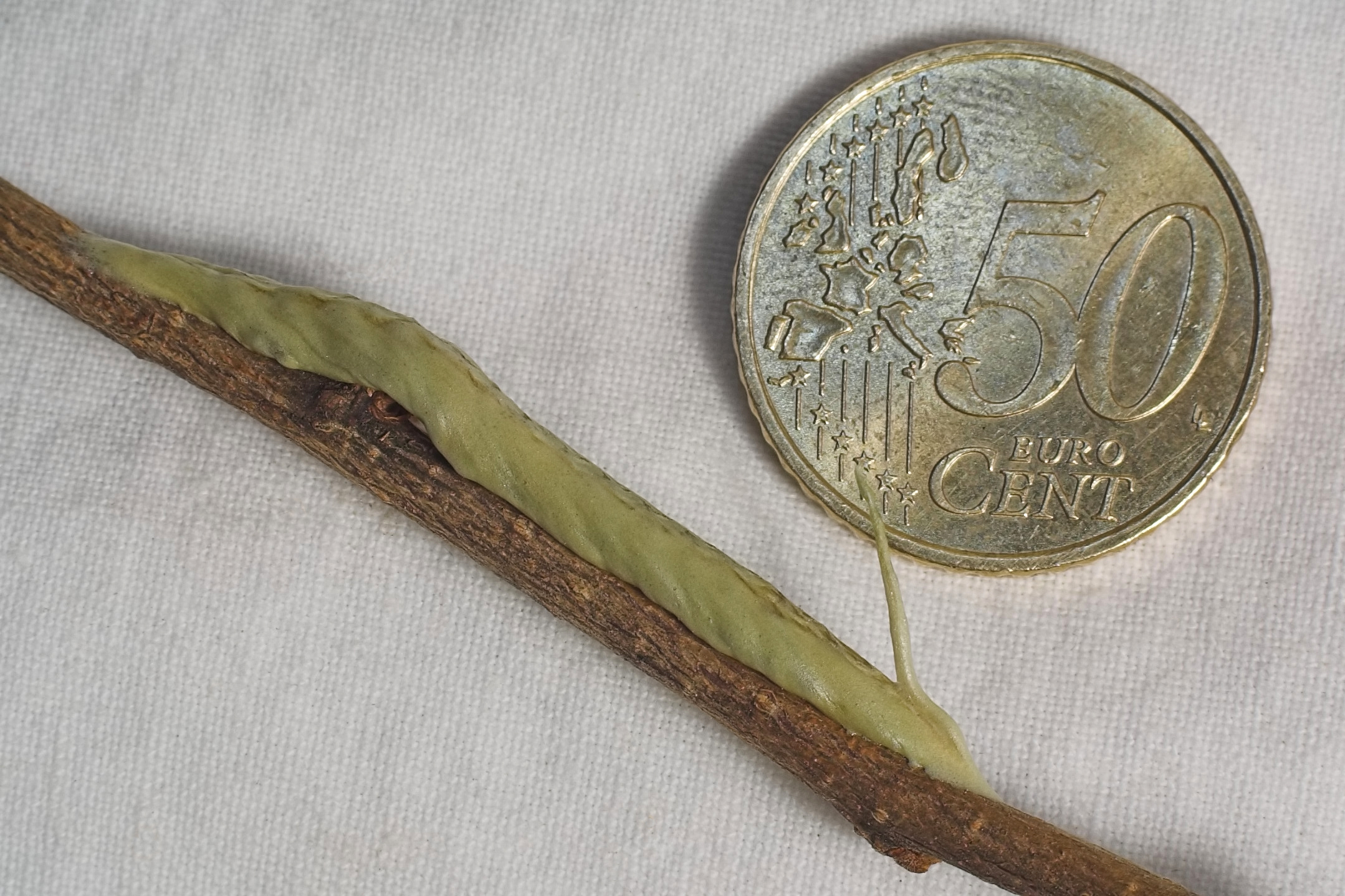
Ghost Mantis ootheca
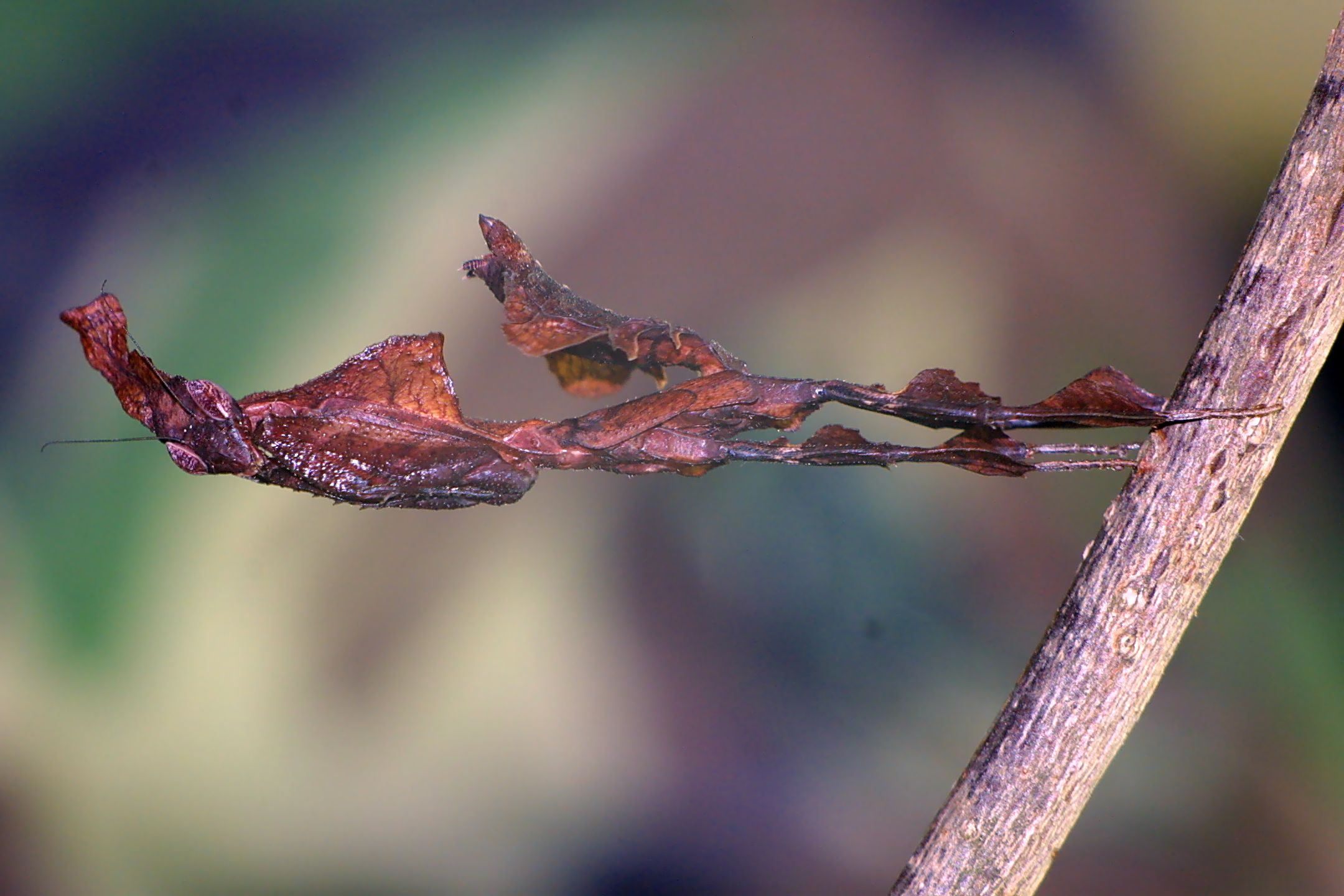
Sub-adult female Ghost Mantis
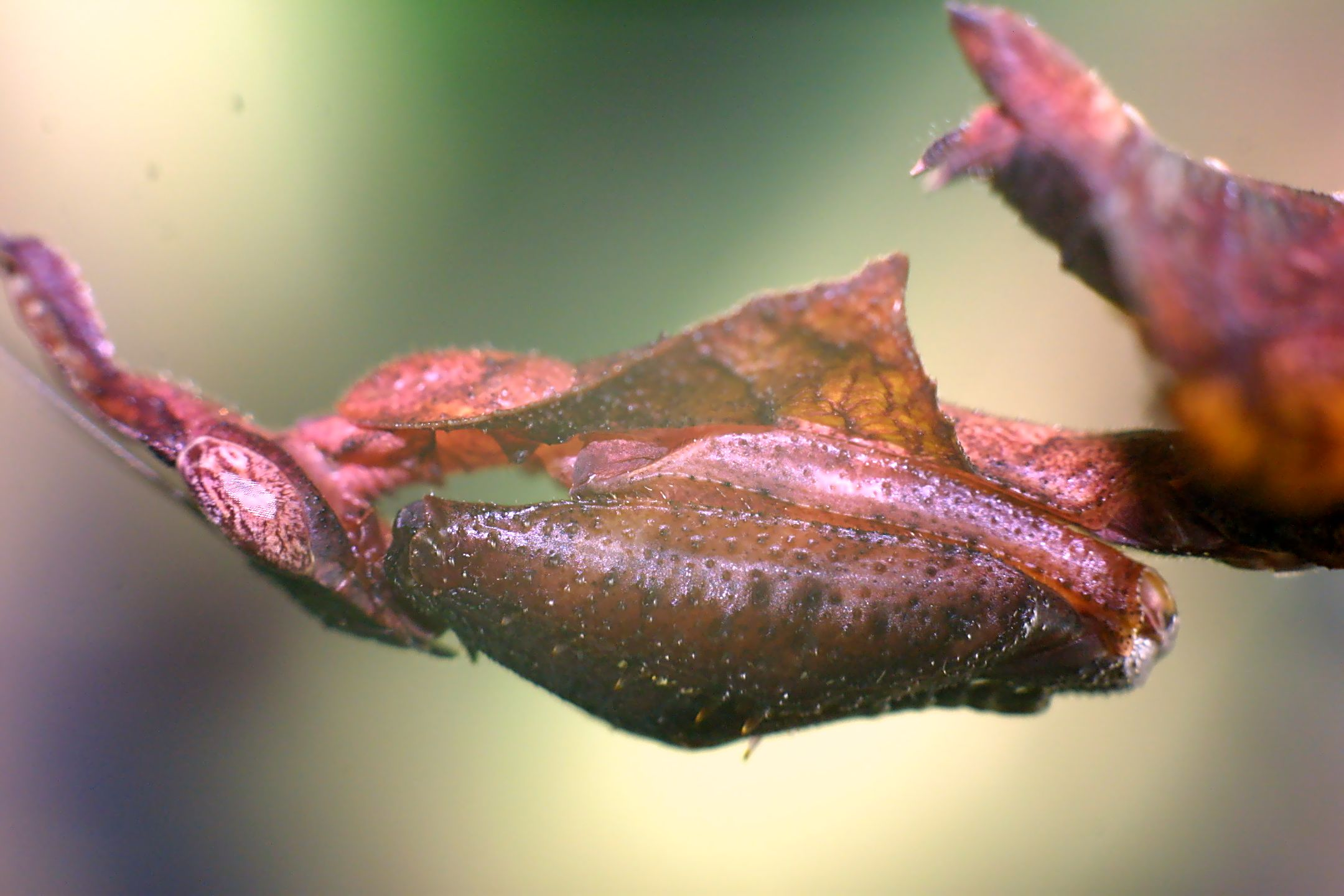
Sub-adult female Ghost Mantis
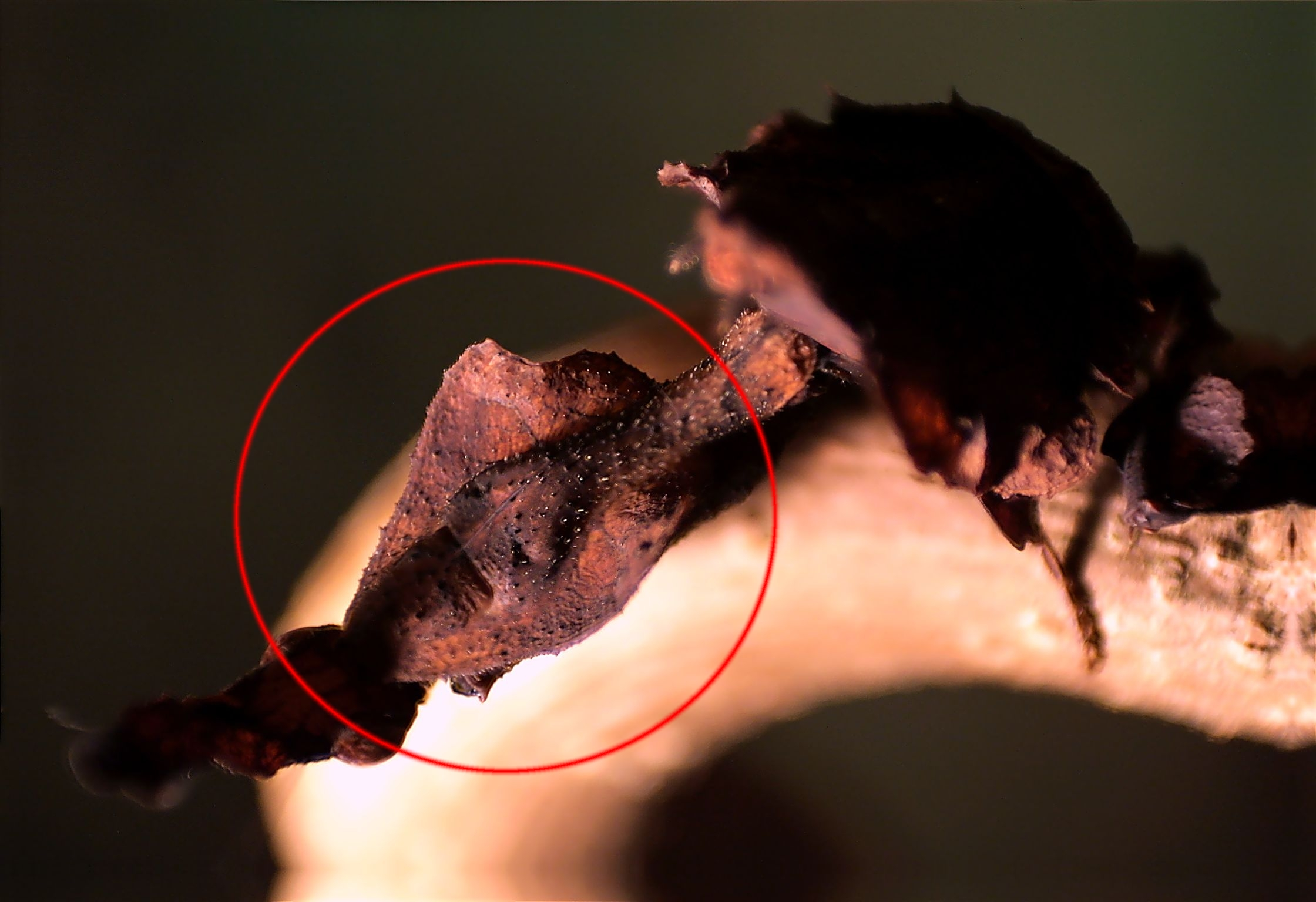
Carapace of a sub-adult female Ghost Mantis
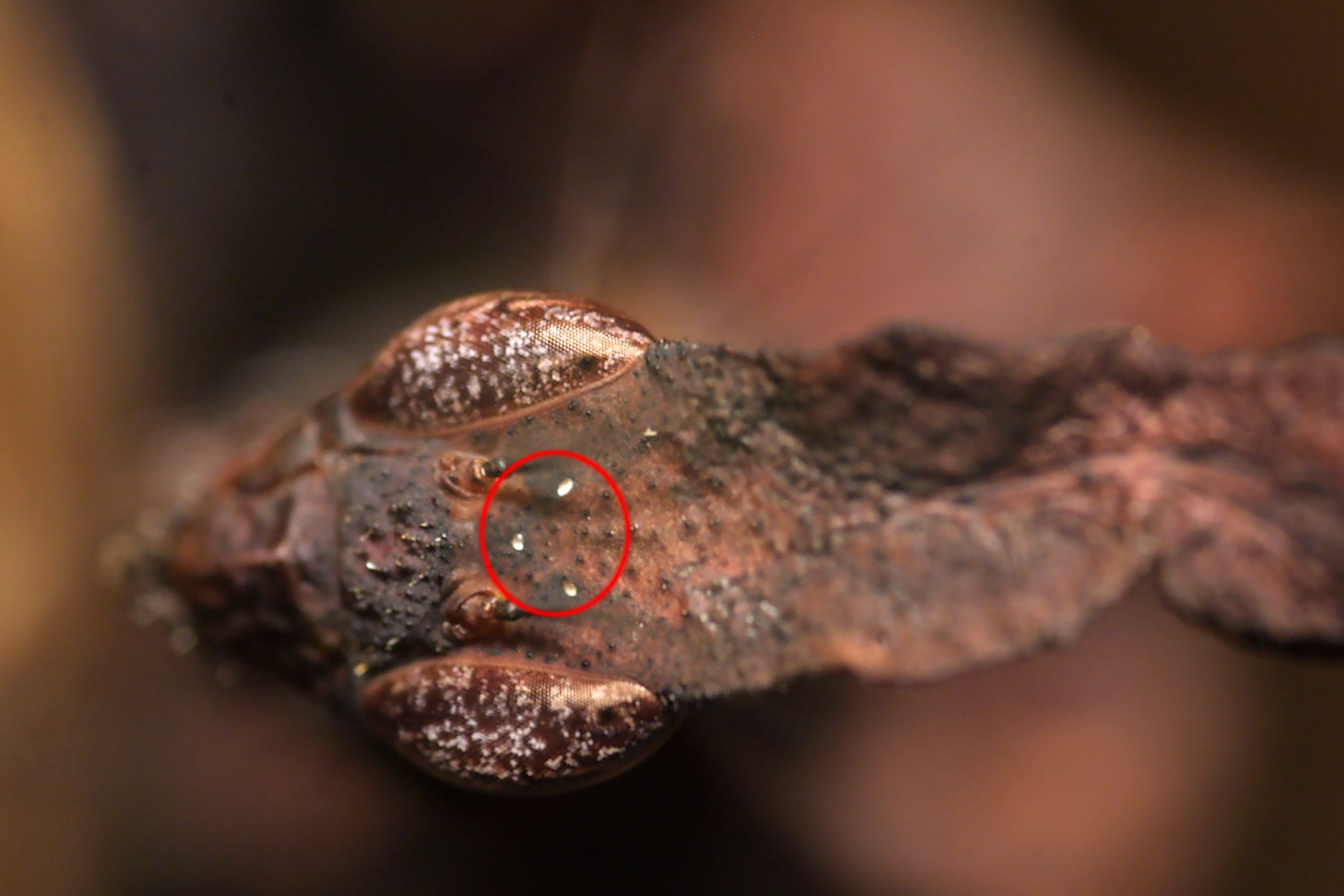
Female Ghost Mantis, ocellus
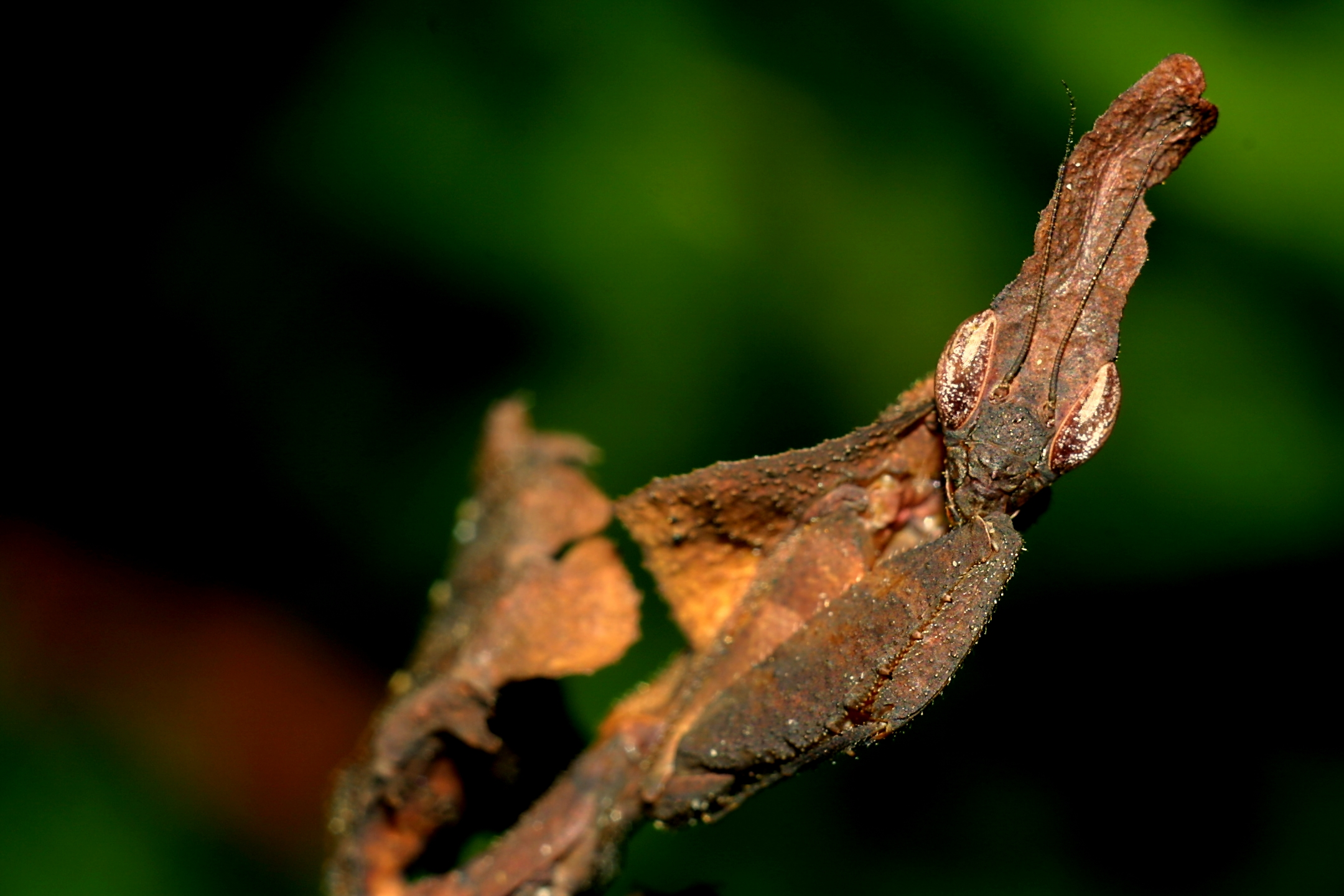
Sub-adult female Ghost Mantis
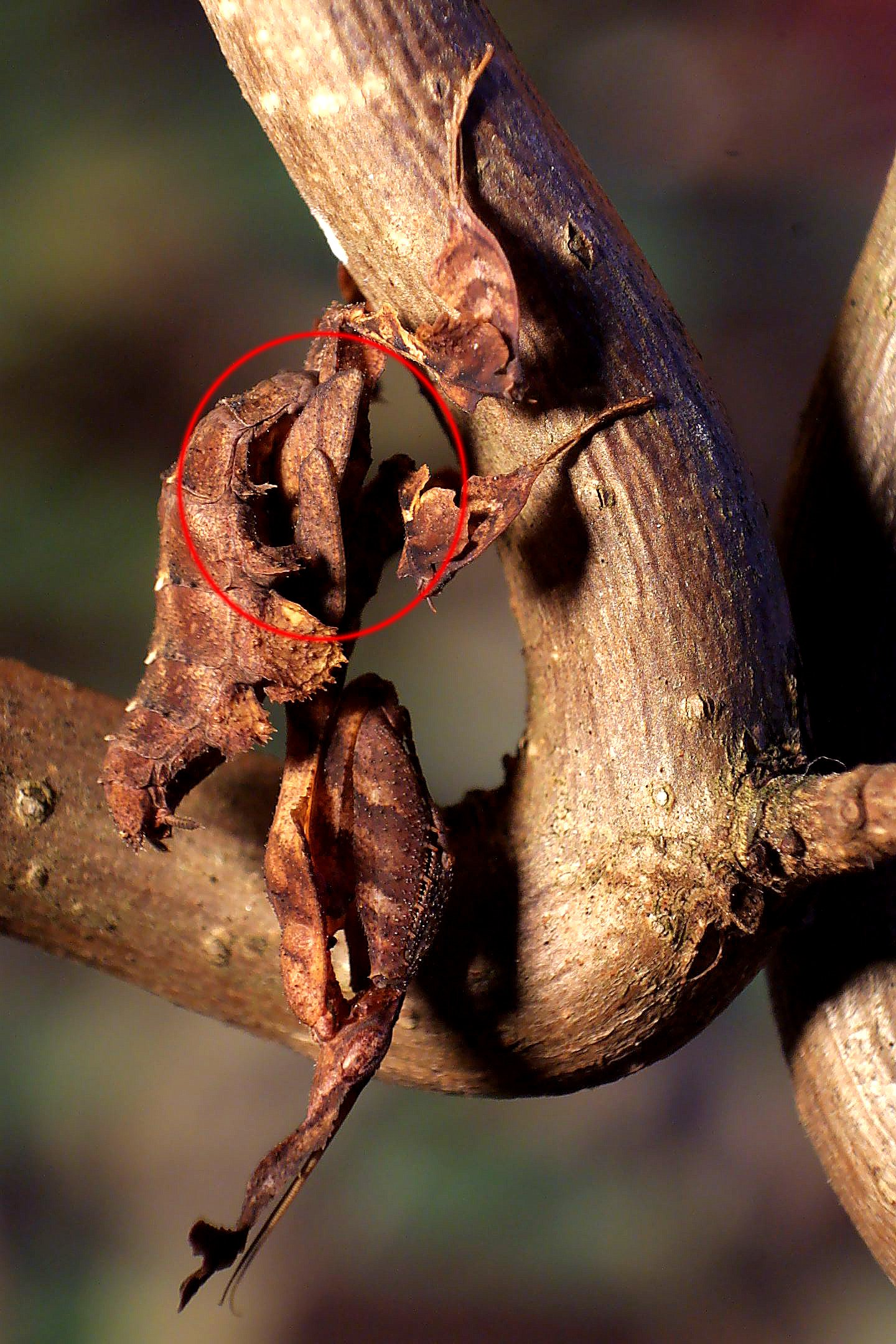
Sub-adult male Ghost Mantis's wing-buds
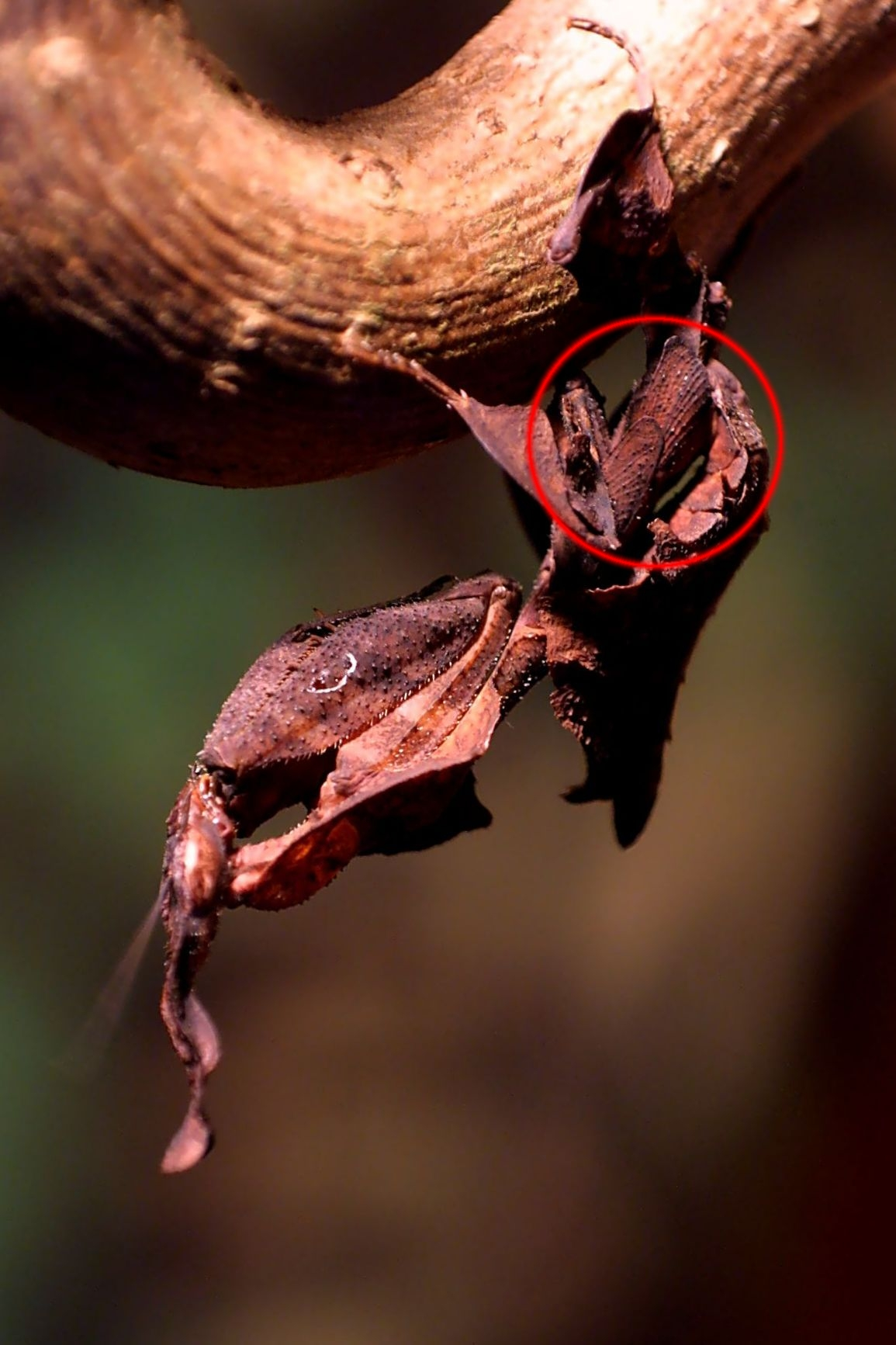
Sub-adult female Ghost Mantis's wing-buds